# Soil Conservation and Domestic Allotment Act
Le Soil Conservation and Domestic Allotment Act (« Loi de conservation de la terre et de répartition nationale ») est une loi approuvée par le congrès américain en 1935, dans le cadre du New Deal de Franklin D. Roosevelt. La loi autorisait le gouvernement fédéral à payer les agriculteurs afin qu'ils réduisent leur production afin de « conserver la terre », d'éviter l'érosion, et de réaliser quelques autres objectifs secondaires. Ce texte de loi est une réponse à la décision de la Cour Suprême d'annuler l'Agricultural Adjustment Act, jugé anticonstitutionnel. Ces deux lois furent votées afin d'éviter la surproduction agricole (récoltes et bétail).
Cette loi visait à corriger certains défauts de l'ancien texte, en particulier son incapacité à protéger les métayers et les fermiers locataires. Les propriétaires devaient dès lors partager l'aide financière octroyée par le gouvernement en échange d'une réduction de la production avec leurs employés.
Le Farm Bill de 1996 a rendu caducs la plupart des principes de cette loi.